# Роджерс, Мэтти
Мэтти Роджерс (род. 23 августа 1995 года) — американская тяжелоатлетка, серебряная призёрка чемпионатов мира (2017, 2019, 2021, 2022), двукратная победительница и пятикратная серебряная призёрка панамериканских чемпионатов. Участница летних Олимпийских игр 2020 года в Токио. 

## Карьера
Сначала она увлекалась гимнастикой, прежде чем прийти в черлидинг в возрасте 13 лет. Она соревновалась в черлидинге в течение четырех с половиной лет, прежде чем заняться кроссфитом в возрасте 17 лет, а затем год спустя перешла в тяжелую атлетику.
В 2015 году на чемпионате мира в Хьюстоне она выступала в весовой категории до 69 кг и заняла итоговое 13-е место.
На Панамериканском чемпионате 2016 года спортсменка из США завоевала серебряную медаль в весовой категории до 69 кг, взяв вес 239 кг. Через год вновь праздновала серебряный успех на чемпионате Панамерики в Майами с обшей итоговой суммой 233 кг.
В 2017 году на чемпионате мира в Анахайме она приносит себе бронзовую медаль с общим итоговым весом на штанге 235 кг, однако, в результате дисквалификации за применение допинга Ромелы Бегай к спортсменке перешла её серебряная награда.
На Панамериканском чемпионате 2018 года в Санто Доминго, она вновь становится второй с итоговым весом 229 кг.
На чемпионате мира 2018 года в Ашхабаде Мэтти в упражнение толчок завоёвывает малую бронзовую медаль, но в итоге становится только 5-й.
На предолимпийском чемпионате мира 2019 года, который проходил в Таиланде, американская спортсменка завоевала серебряную медаль в весовой категории до 71 кг. Общий вес на штанге 240 кг. В упражнении рывок она стала третьей завоевав малую бронзовую медаль (106 кг), в толкании завоевала малую серебряную медаль (134 кг).
В декабре 2021 года приняла участие в чемпионате мира, который состоялся в Ташкенте. В весовой категории до 76 килограммов, Мэтти по сумме двух упражнений с весом 243 кг завоевала серебряную медаль. В упражнении толчок она завоевала малую серебряную медаль (136 кг), а в рывке была бронзовой призёром (107 кг).
На чемпионате мира 2022 года в Боготе, в Колумбии в категории до 76 кг она стала серебряной медалисткой по сумме двух упражнений с результатом 247 кг и завоевала обе малые серебряные медали.